# Робер Доржебре
Робер Доржебре (фр. Robert Dorgebray, 16 жовтня 1915 — 29 вересня 2005) — французький велогонщик.
Олімпійський чемпіон 1936 року в командній шосейній гонці.